# Rowland (Nevada)
Rowland é uma cidade fantasma no condado de Elko, estado do Nevada nos Estados Unidos.

## História
Rowland foi fundada na década de 1880 como uma comunidade rancheira e nunca foi encontrado ali minério de qualidade e em quantidade, Havia serviços como a estação de correios, uma loja e um saloon. A estação de correios encerrou em 1942 e foi o princípio do fim da comunidade. Na atualidade permanecem no local vários edifícios como o saloon..